# Tvarožná (Tschechien)
Tvarožná (deutsch Bosenitz) ist eine Gemeinde in Tschechien. Sie liegt zwölf Kilometer östlich des Stadtzentrums von Brno und gehört zum Okres Brno-venkov.

## Geographie

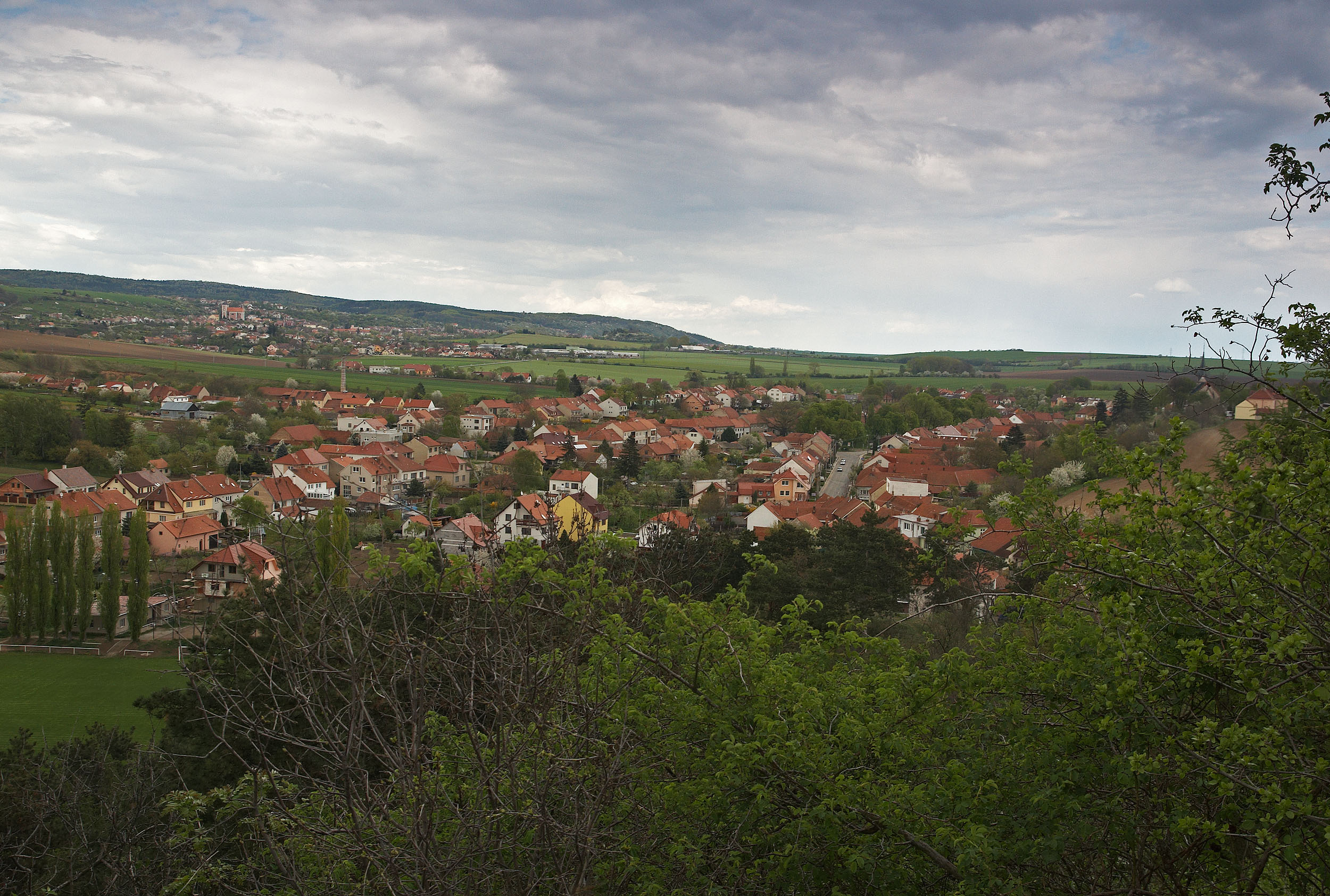
Blick vom Santon auf Tvarožná

Tvarožná befindet sich am südlichen Fuße des Drahaner Berglandes in der Thaya-Schwarza-Talsenke. Das Dorf erstreckt sich unterhalb der Einmündung des Tvarožský potok entlang des Baches Pozořický potok. Nördlich erhebt sich der Na Krátkých (352 m) und im Südwesten der Santon (296 m). Südlich führt die Autobahn D1/E50/E462 vorbei, deren nächste Ausfahrten 210 bzw. 203 bei Holubice und Podolí liegen.
Nachbarorte sind Sivice und Kovalovice im Nordosten, Slavíkovice und Stará Pošta im Osten, Holubice und Kruh im Südosten, Blažovice und Jiříkovice im Süden, Rohlenka, Maxlůvka, Šlapanice und Bedřichovice im Südwesten, Podolí im Westen sowie Velatice, Horákov und Mokrá im Nordwesten.

## Geschichte
Die erste schriftliche Erwähnung der Ansiedlung Tvarožnice erfolgte in einer Urkunde des böhmischen Königs Wenzel II. aus dem Jahre 1288. 1297 wurde Bozenitz erstmals erwähnt. Zu Beginn des 14. Jahrhunderts gehörten beide Dörfer dem Königinkloster in Altbrünn. Zu dieser Zeit entstand auch die Kirche in Bozenitz. Die geistliche Verwaltung bezeichnete sich ab 1322 als Pfarrer von Twaroschna. In der Mitte des 15. Jahrhunderts erfolgte die Vereinigung des deutschen Dorfes Bozenitz (Važanice) mit dem tschechischen Dorf Tvarožnice zu einem Dorf Twaroschna. Die Besitzer des Ortes wechselten häufig. Im deutschen Sprachgebrauch wurde das Dorf als Bosenitz bezeichnet. Der aus einer Bosenitzer Bauernfamilie stammende Martin Friedrich Pruskauer wurde 1663 mit dem Prädikat von Freienfels in den Ritterstand geschlagen. 1713 kaufte sein Nachkomme Johann Christian von Freienfels die Dörfer Wellatitz und Bosenitz auf und schloss sie an seine Herrschaft Lösch an. Am 21. Dezember 1798 besetzte der russische General Suworow mit 24000 Mann die Gegend von Šlapanice. Die Russen lagerten hier bis zum 9. Januar 1799 und verbrauchten die gesamten Vorräte der Bewohner; nach ihrem Abzug brach eine Not aus. In den Tagen vor der Schlacht bei Austerlitz wurde Bosenitz Ende 1805 von französischen Truppen geplündert. Während der Schlacht befand sich auf dem Santon die Feuerstellung der Artilleriebrigade des Generals Claparède. Das Dorf gehörte nach der Schlacht zu den am stärksten verwüsteten Orten im Schlachtfeld. Die meisten Treffer erhielt die Kirche. Im Jahre 1819 vererbte Franz Ritter von Freienfels die Dörfer Wellatitz und Bosenitz an Eduard Graf Belcredi.
Nach der Aufhebung der Patrimonialherrschaften bildete Bosenitz/Tvarožná ab 1850 eine politische Gemeinde in der Bezirkshauptmannschaft Brünn. 1891 gründete sich die Freiwillige Feuerwehr, eine Feuerspritze besaß das Dorf jedoch schon seit 1831.
Im Jahre 1921 wurde Tvarožná dem neu gebildeten Okres Brno-venkov zugeordnet. Der Gutshof der Grafen Belcredi wurde 1924 parzelliert. Zwischen 1950 und 1960 gehörte die Gemeinde zum Okres Brno-okolí, ab 1961 wieder zum Okres Brno-venkov.

## Gemeindegliederung
Für die Gemeinde Tvarožná sind keine Ortsteile ausgewiesen. Zu Tvarožná gehört die Ansiedlung Rohlenka (Rochlenka).

## Sehenswürdigkeiten
- Pfarrkirche St. Nikolaus, der neogotische Bau entstand 1880 bis 1881 unter Pfarrer Václav Kosmák anstelle der seit 1322 nachweislichen alten Kirche
- Wallfahrtskapelle Maria Schnee auf dem Santon, errichtet 1700
- Französisches Denkmal auf dem Santon
- Überlebensgroße Figur eines französischen Grenadiers am Motorest Rohlenka
- Naturdenkmal Velatická slepencová stráň, westlich des Ortes
- Geschützte Elsbeere, der auf einem Feld südlich des Ortes stehende 11 m hohe Baum hat ein Alter von etwa 100 Jahren und einen Stammumfang von 2,17 m.
- Diorama der Schlacht bei Austerlitz, am Gemeindeamt

## Persönlichkeiten
- Václav Kosmák (1843–1898), Schriftsteller, war von 1877 bis 1893 Pfarrer von Tvarožná.